# Хайрхва, Хайрулла
Хайрулла Саид Вали Хайрхва (пушту خیرالله سید ولي خیرخواه‎ [xairʊˈlɑ saˈjɪd waˈli xairˈxwɑ]), более известен как Хайрулла Хайрхва (пушту خیرالله خیرخواه‎; род. 1967, провинция Кандагар) — афганский политик, член руководства движения «Талибан», исполняющий обязанности министра информации и культуры Исламского Эмирата Афганистан (с 2021).

## Биография
Родился в 1967 году в дехканской семье в небольшом селении района Аргистан провинции Кандагар, принадлежит к пуштунскому племени попалзай. Предположительно окончил в пакистанском городе Акора медресе Хаккания, получившее репутацию «университета джихада». В период Афганской войны 1980-х годов воевал с советскими войсками в рядах моджахедов Исламского движения Афганистана. В 1994 году, пользуясь личным доверием лидера Талибана муллы Омара, возглавил администрацию пограничного с Пакистаном района Спин Болдак провинции Кандагар и стал пресс-секретарём движения, в 1996 году был назначен губернатором провинции Кабул. С 1996 по 1999 год занимал должность министра внутренних дел Исламского Эмирата Афганистан, с 1999 по 2001 год — губернатора провинции Герат. В феврале 2002 года, после ввода американских войск в Афганистан, был арестован в Пакистане, некоторое время содержался в Кандагаре, а затем переведён в американскую тюрьму Гуантанамо. Официальные власти Афганистана, поддерживаемые западной коалицией, добивались его освобождения, и в марте 2011 года дело о прекращении незаконного задержания Хайрхвы слушалось в окружном федеральном суде Вашингтона.
25 января 2001 года внесён в санкционный список ООН ввиду нахождения его в составе правительства талибов.
Американские власти подозревали Хайрхву в наличии прямых связей с Усамой бен Ладеном и Абу Мусабом аз-Заркави, но в ходе допросов он отрицал свою причастность к террористической деятельности.
1 июня 2014 года Хайрхва и четыре других лидера Талибана были освобождены и доставлены в Катар с обязательством оставаться на его территории минимум в течение года, в обмен на освобождение из талибского плена американского военнослужащего Боуи Бергдала.
Входил в состав руководящего ядра Талибана в Катаре, которое добилось международного признания. Участвовал в переговорах с США в Дохе, в марте 2021 года участвовал в заключительном раунде переговоров о выводе американских войск из Афганистана с официальным представителем президента Байдена Залмаем Халилзадом (делегацию Талибана из десяти человек на международной конференции в Москве с участием представителей Ирана, Пакистана, Индии и Китая возглавлял Абдул Гани Барадар).
7 сентября 2021 года получил портфель министра информации и культуры в переходном правительстве Исламского Эмирата Афганистан, сформированном талибами после установления контроля над большей частью территории страны.